# Уакра (отбор)
„Ал-Уакра“ (на арабски: الوكرة) е катарски професионален футболен отбор на Спортен клуб „Ал-Уакра“, основан през 1959 г.
Играят на стадион „Ал-Уакра“ (20 000 места) в едноименния град Уакра.

## Успехи
- Футболен шампионат на Катар: 1999, 2001
- Купа на Катар: финалисти през 1978, 1979, 1988, 1990, 1995, 2005